# Солоне (Старобільський район)
Соло́не — село в Україні, у Новопсковській селищній громаді Старобільського району Луганської області. Населення становить 21 осіб.

## Історія
Село засноване 1851 року вихідцями з Лівобережної України, Воронезької губернії. Назва села апелятивного походження, утворено від назви Солоний Яр.
12 червня 2020 року Ганусівська сільська рада, в ході децентралізації, об'єднана з Новопсковською селищною громадою.
17 липня 2020 року, в результаті адміністративно-територіальної реформи та ліквідації Новопсковського району, село увійшло до складу Старобільського району.